# Alburnoides eichwaldii
Alburnoides eichwaldii е вид лъчеперка от семейство Шаранови (Cyprinidae).

## Разпространение
Видът е разпространен в Азербайджан, Армения, Грузия, Иран, Русия и Турция.